# Strongylus
Genre
Strongylus est un genre de nématodes de la famille des Strongylidae. Les espèces ont pour effet de provoquer des strongyloses, un type de parasitose, en médecine et en médecine vétérinaire.

## Liste des espèces
- Strongylus edentatus (Looss, 1900)
- Strongylus equinus Müller, 1780 (espèce type)
- Strongylus vulgaris (Looss, 1900)

Noms en synonymie
- Strongylus lupi Rudolphi, 1809 = Spirocerca lupi (Rudolphi, 1809)
- Strongylus ovina Fabricius, 1794 = Chabertia ovina (Fabricius, 1794)

## Publication originale
- (la) Müller, 1780, Zoologia danica, sev Animalivm Daniae et Norvegiae rariorvm ac minvs notorvm descriptiones et historia, vol. 2, pl. XLII (lire en ligne).